# كله داري خجسته
كله داري خجسته (بالفارسية: گله‌داری خجسته) (بالإنجليزية: Galeh Dari Khojesteh)‏، قرية في ناحية بيرم (بالفارسية: بخش بيرم)، قسم بلاده الريفي، مقاطعة لارستان، محافظة فارس، إيران. سُجلت في إحصاء عام 2006 ميلادية ولم تسجل أي معلومات عن عدد سكانها.